# Mehagne
Mehagne est un ancien hameau de Chênée (Liège), aujourd’hui rattaché à la commune de Chaudfontaine, dans la province de Liège (Belgique). Sis à l’extrémité de la crête (170 mètres) séparant les vallées de l‘Ourthe et de la Vesdre, le hameau est devenu quartier résidentiel et dortoir de la Liège.

## Institutions
- Le Carmel de Mehagne, un ancien couvent de religieuses carmélites, est l’institution la plus importante se trouvant sur les hauteurs de Mehagne. Construits en 1933 pour les religieuses cloitrées émigrant du centre de la ville de Liège, les bâtiments sont repris par une autre communauté religieuse depuis 2010: la 'Communauté du Chemin Neuf'.  Ils sont circonscrits sur trois côtés par le ‘chemin du Carmel’ se terminant en ‘rue Basse Mehagne.
- En 2019 un jardin potager éco-agronomique, avec serres et jardin pédagogique  – le ’jardin du Carmel’ - y est aménagé.

- L’église Vierge-des-Pauvres se trouve à la rue Jacques Brel.
- La Ferme de Mehagne.